# Nandrin
Nandrin este o comună francofonă din regiunea Valonia din Belgia. Comuna este formată din localitățile Nandrin, Saint-Séverin-en-Condroz, Villers-le-Temple și Yernée-Fraineux. Suprafața totală a comunei este de 35,90 km². La 1 ianuarie 2008 comuna avea o populație totală de 5.688 locuitori. 

## Localități înfrățite
- Franța: Saint-Père-Marc-en-Poulet.